# Bad Idea Right?
Bad Idea Right? è un singolo della cantante statunitense Olivia Rodrigo, pubblicato l'11 agosto 2023 come secondo estratto dal secondo album in studio Guts.

## Descrizione
Bad Idea Right? è stata scritta dalla stessa cantante insieme a Daniel Nigro, ed è stata prodotta da quest'ultimo.

## Video musicale
Il video musicale, diretto da Petra Collins, è stato reso disponibile sul canale YouTube della cantante in contemporanea con la pubblicazione del singolo.
Nel video, Rodrigo scappa da una festa in casa con le sue amiche Madison Hu, Tate McRae e Iris Apatow per recarsi da un ex fidanzato.

## Tracce
Testi e musiche di Olivia Rodrigo e Daniel Nigro.
1. Bad Idea Right? – 3:04

## Formazione
Hanno partecipato alle registrazioni, secondo le note di copertina di Guts:
- Olivia Rodrigo - voce, cori
- Daniel Nigro - produzione, chitarra elettrica, basso, programmazione batteria, percussioni, cori, produzione vocale, ingegneria del suono
- Sterling Laws - batteria, ingegneria del suono
- Sam Stewart - chitarra elettrica, ingegneria del suono
- Mark "Spike" Stent - missaggio
- Randy Merrill - mastering
- Matt Wolach - assistenza al missaggio
- Austen Healey - assistenza all'ingegneria del suono

## Classifiche
| Classifica (2023) | Posizione massima |
| ----------------- | ----------------- |
| Australia         | 3                 |
| Austria           | 35                |
| Canada            | 9                 |
| Francia           | 169               |
| Germania          | 64                |
| Irlanda           | 4                 |
| Israele           | 51                |
| Lituania          | 68                |
| Norvegia          | 35                |
| Nuova Zelanda     | 4                 |
| Paesi Bassi       | 29                |
| Portogallo        | 19                |
| Regno Unito       | 3                 |
| Repubblica Ceca   | 69                |
| Slovacchia        | 55                |
| Spagna            | 73                |
| Stati Uniti       | 7                 |
| Svezia            | 57                |
| Svizzera          | 58                |